# Abbas Zandi
Abbas Zandi (in persiano عباس زندى‎; Teheran, 3 giugno 1930 – Teheran, 30 ottobre 2017) è stato un lottatore iraniano.
Ha partecipato, ai Giochi di Londra 1948, di Helsinki 1952 e di Melbourne 1956, garegginado rispettivamente nei Pesi welter, Pesi medio-massimi e Pesi medi.
Ha vinto 1 oro ai Campionati Asiatici 1958, garegginado nei Pesi massimi.